# 田裳見宿禰
田裳見宿禰（たもみのすくね）は、『日本書紀』等に伝わる古代日本の人物。
『日本書紀』では「田裳見宿禰」、他文献では「手搓足尼」「手搓見足尼」「田裳見足尼」「多毛弥足尼（多毛彌足尼）」などとも表記される。『古事記』に記載はない。
住吉大社祭祀氏族である津守連（津守氏）の祖とされる。

## 記録
『日本書紀』神功皇后摂政前紀仲哀天皇9年12月14日条によると、皇后が新羅征討から帰還した際、征討に従った表筒男・中筒男・底筒男の三神（住吉三神/筒男三神）が皇后に三神の荒魂を穴門の山田邑に祀るよう告げた。そして田裳見宿禰と践立（ほんたち：穴門直祖）が神の欲する地を定めるべきことを皇后に言上したので、皇后は践立を神主として祠を穴門の山田邑に立てたという（山口県下関市の住吉神社に比定）。
また住吉三神が「渟中椋（ぬなくら）の長岡の玉出峡（たまでのお）」に住むことを欲したので、皇后はその地に住んでいた手搓足尼を神主として祀らせたという（大阪府大阪市の住吉大社）。

## 系譜
『住吉大社神代記』（平安時代前期頃の成立か）では、折羽足尼の子とし、神功皇后の御裳を搓み鎮懐石を御裳腰に挿して祈誓した功で名を賜ったとする。

## 後裔氏族
田裳見宿禰について、『日本書紀』では津守連（津守氏、つもりうじ）の祖とする。この「津守」という氏の名は住吉津を守ったことによるもので、津守氏は住吉大社の祭祀を代々担った氏族になる。
なお『新撰姓氏録』摂津国神別 津守宿禰条では、この津守氏に関して火明命（天火明命）八世孫の大御日足尼の後裔とし、尾張宿禰（尾張氏）と同祖とする（詳細は「津守氏」を参照）。